# Falandyzacja prawa

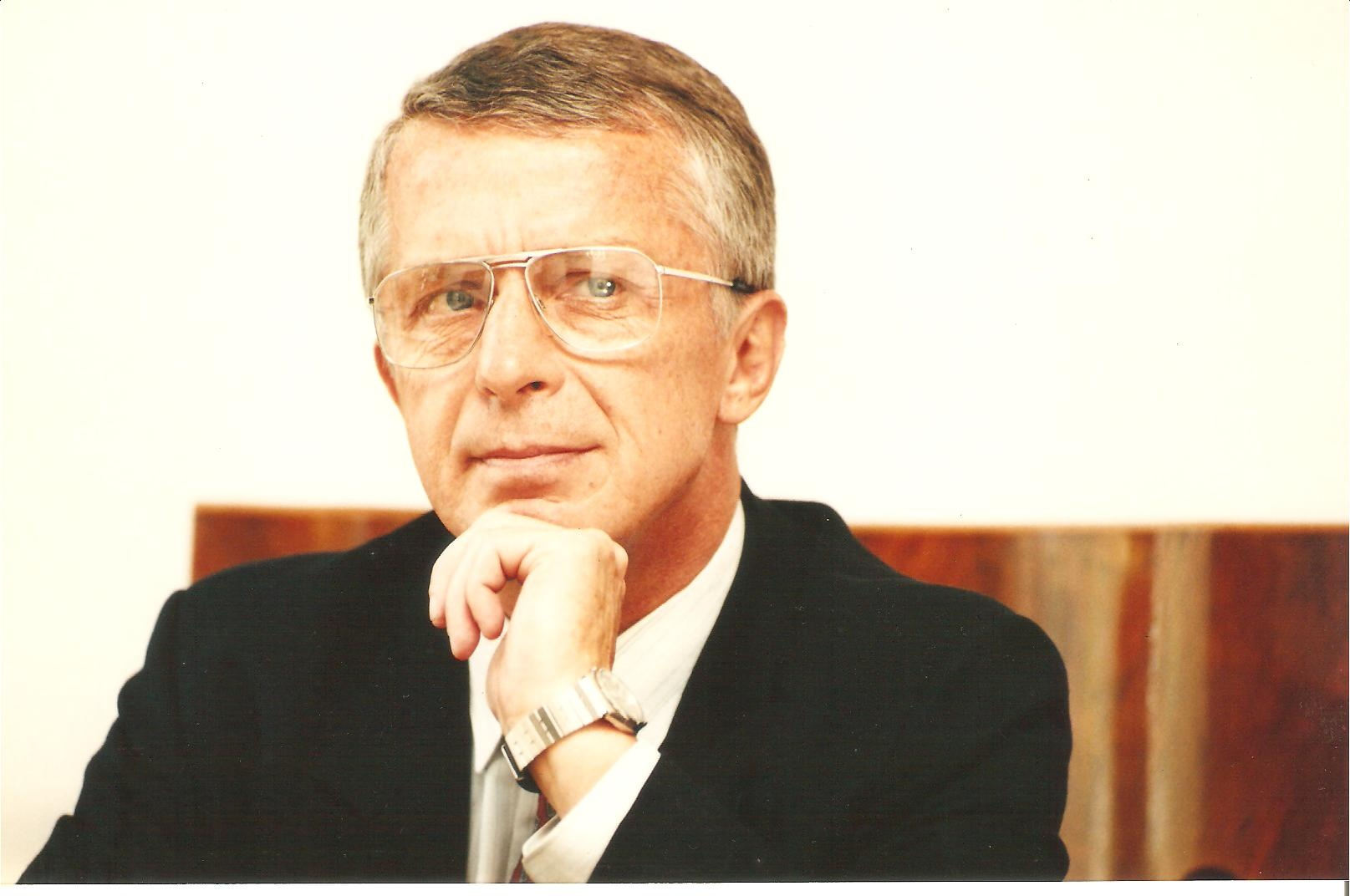
Lech Falandysz

Falandyzacja prawa – stosowane w polskiej publicystyce pejoratywne określenie niektórych prób interpretacji (wykładni) prawa lub usprawiedliwiania organów władzy, których postępowanie balansuje na granicy prawa. Określa się tak „naginanie” prawa, próby jego interpretacji w doraźnym interesie interpretatora.
Termin ten użyty został przez Ewę Milewicz w „Gazecie Wyborczej” w 1994. Pochodzi od nazwiska zastępcy szefa kancelarii prezydenta RP Lecha Wałęsy Lecha Falandysza, który przekonywał, że prezydent miał prawo odwołać z Krajowej Rady Radiofonii i Telewizji dwóch członków, których sam powołał – Macieja Iłowieckiego i Marka Markiewicza. Prawo nie przewidywało możliwości odwołania tych osób, jednocześnie nie wykluczając (nie zakazując) tego. Przypadek nie był zatem w sposób jednoznacznie rozstrzygnięty przez przepisy prawa. Argumentacja Falandysza opierała się na poglądzie, że jeżeli ktoś ma prawo kogoś powołać na stanowisko, to zgodnie z logiką uprawniony jest również do jego odwołania, profesor bronił takiej interpretacji:

[…]»Falandyzację« prawa zarzucali mi politycy, czyli ludzie, którzy nie znają prawa. Natomiast prawnicy nie mieli o to do mnie szczególnych pretensji. Wiedzieli bowiem, że są to dopuszczalne sposoby wykładni prawa. Nigdy nie naruszyłem kanonów wykładni. Była to może dość specyficzna wykładnia prawa, rozbijająca pozornie słuszne zasady, za którymi stali politycy i partie, nie łamała ona jednak kanonów logiki i nie naruszała wspólnego dobra. Walka o prawo trwa dalej, ponieważ nie jest ono dane raz na zawsze, a granice jego wykładni wyznaczają zasady państwa prawnego.

Trybunał Konstytucyjny pogląd taki wielokrotnie odrzucał. W jednym z wielu na ten temat orzeczeń (W 7/94) stwierdza:

Zdaniem Trybunału Konstytucyjnego z konstytucyjnej zasady legalności, jak również z zasady demokratycznego państwa prawa wynika jednoznaczny wniosek, że w przypadku, gdy normy prawne nie przewidują wyraźnie kompetencji organu państwowego, kompetencji tej nie wolno domniemywać i w oparciu o inną rodzajowo kompetencję przypisywać ustawodawcy zamiaru, którego nie wyraził.
Trybunał Konstytucyjny w swoim orzecznictwie zajmował w sprawie przepisów kompetencyjnych stanowisko zdecydowane, stwierdzając wielokrotnie, iż przepis kompetencyjny: “podlega zawsze ścisłej wykładni literalnej, domniemanie objęcia upoważnieniem materii w nim nie wymienionych w drodze np. wykładni celowościowej nie może wchodzić w rachubę[…]